# サイカチ
サイカチ（皁莢、皂莢、学名: Gleditsia japonica）はマメ科ジャケツイバラ亜科サイカチ属の落葉高木。別名はカワラフジノキ。漢字では皁莢、梍と表記するが、本来「皁莢」はシナサイカチを指す。幹に特徴的な棘がある。
樹齢数百年というような巨木もあり、群馬県吾妻郡中之条町の「市城のサイカチ」や、山梨県北杜市（旧長坂町）の「鳥久保のサイカチ」のように県の天然記念物に指定されている木もある。

## 名称
和名サイカチは、生薬のひとつである皁角子（さいかくし）に由来し、「皁」は黒、「角」は莢を表わしている。中国名は、山皁莢である。

## 特徴
日本では中部地方以西の本州、四国、九州に分布するほか、朝鮮半島、中国に分布する。山野や川原に自生する。実や幹を利用するため、栽培されることも多い。
落葉高木で、幹はまっすぐに延び、樹高は12 - 20メートル (m) ほどになる。樹皮は暗灰褐色で皮目が多く、古くなると縦に浅く裂ける。幹や枝には、枝が変化した大きくて枝分かれした鋭い棘が多数ある。葉は互生または対生する。短い枝では1回の偶数羽状複葉、長枝では1 - 2回の偶数羽状複葉で、長さ20 - 30センチメートル (cm) 。小葉は、長さ1.5 - 4 cmほどの長楕円形で、8 - 12対もつ。
花期は初夏（5 - 6月）ごろ。若葉の間から伸びた長さ10 - 20 cmほどの総状花序を出して、淡黄緑色の小花を多数つける。花は雄花、雌花、両性花を同じ株につけ、花弁は4枚で楕円形をしている。
果期は秋（10 - 11月）で、長さ20 - 30 cmでねじ曲がった灰色の豆果をぶら下げてつける。鞘の中には数個の種子ができる。種子は大きさは1 cmほどの丸い偏平形。冬になると熟した黒い果実（莢）が落ちる。
冬芽は互生し、半球状や円錐形で棘の下につく。短い枝にできる冬芽は、複数集まってこぶ状になる。側芽の鱗片は4 - 6枚。葉が落ちた痕にできる葉痕は、心形や倒松形で維管束痕は3個ある。
- サイカチの木
- 幹から枝が変化した鋭い棘が生える。
- 黄緑色の花をつける。
- 未熟果は緑色をしている。
- 果実は莢果（豆果）で、ねじ曲がっている。
- 枝から垂れ下がった種子が散布された後の莢

## 利用
木材は建築、家具、器具、薪炭用として用いる。
莢にサポニンを多く含むため、油汚れを落とすため石鹸の代わりに、古くから洗剤や入浴に重宝された。莢（さや）を水につけて手で揉むと、ぬめりと泡が出るので、かつてはこれを石鹸の代わりに利用した。石鹸が簡単に手に入るようになっても、石鹸のアルカリで傷む絹の着物の洗濯などに利用されていたようである（煮出して使う）。
豆果は皁莢（「さいかち」または「そうきょう」と読む）という生薬で去痰薬、利尿薬として用いる。種子は漢方では皁角子（さいかくし）と称し、利尿や去痰の薬に用いた。また棘は皁角刺といい、腫れ物やリウマチに効くとされる。
豆はおはじきなど子供の玩具としても利用される。
若芽、若葉を食用とすることもある。

## 昆虫との関係
サイカチの種子にはサイカチマメゾウムシという日本最大のマメゾウムシ科の甲虫の幼虫が寄生する。マメゾウムシ科はその名前と違って、ゾウムシの仲間ではなく、ハムシ科に近く、ハムシ科の亜科のひとつとして扱うこともある。サイカチの種子は硬実種子であり、種皮が傷つくまではほとんど吸水できず、親木から落下した果実からはそのままでは何年たっても発芽が起こらない。サイカチマメゾウムシが果実に産卵し、幼虫が種皮を食い破って内部に食い入ったときにまとまった雨が降ると、幼虫は溺れ死に、種子は吸水して発芽する。一方、幼虫が内部に食い入ったときにまとまった雨が降らなければ幼虫は種子の内部を食いつくし、蛹を経て成虫が羽化してくることが知られている。
サイカチの幹からはクヌギやコナラと同様に、樹液の漏出がよく起きる。この樹液はクヌギやコナラの樹液と同様に樹液食の昆虫の好適な餌となり、カブトムシやクワガタムシがよく集まる。そのため、カブトムシを「サイカチムシ」と呼ぶ地域も在る。クヌギやコナラの樹液の多くはボクトウガによるものであるという研究結果が近年出ているが、サイカチの樹液を作り出している昆虫はまだ十分研究されていない。

## 文学
サイカチの花言葉は、「壮大」である。
またサイカチは『万葉集』に収録された和歌の中にも詠まれている。
- 万葉集（巻十六） 皂莢爾　延於保登礼流　糞（屎）葛　絶事無　宮将為
  - かわらふじに 延ひおほとれる屎葛（くそかづら） 絶ゆることなく宮仕えせむ（高宮王）